# Palácio da Ópera da Corunha
O Palácio da Ópera da Corunha (em galego:  Palacio da Ópera da Coruña) é um edifício situado na Glorieta de América, na cidade da Corunha. Rebaptizado desta forma, era o antigo palácio de congressos. A construção de um novo centro de congressos e exposições no complexo do porto, Palexco, impulsou a reforma deste edifício que é sede da Orquestra Sinfónica da Galiza. Está situado junto ao Parque de Santa Margarida.
O auditório principal reúne as extraordinárias condições técnicas e acústicas, e tem capacidade para 1.729 pessoas. No mesmo recinto, o Palácio da Ópera abriga uma sala de câmara, uma sala de conferências, uma sala VIP e uma área de exposição.